# Parque Nacional Fundy
.

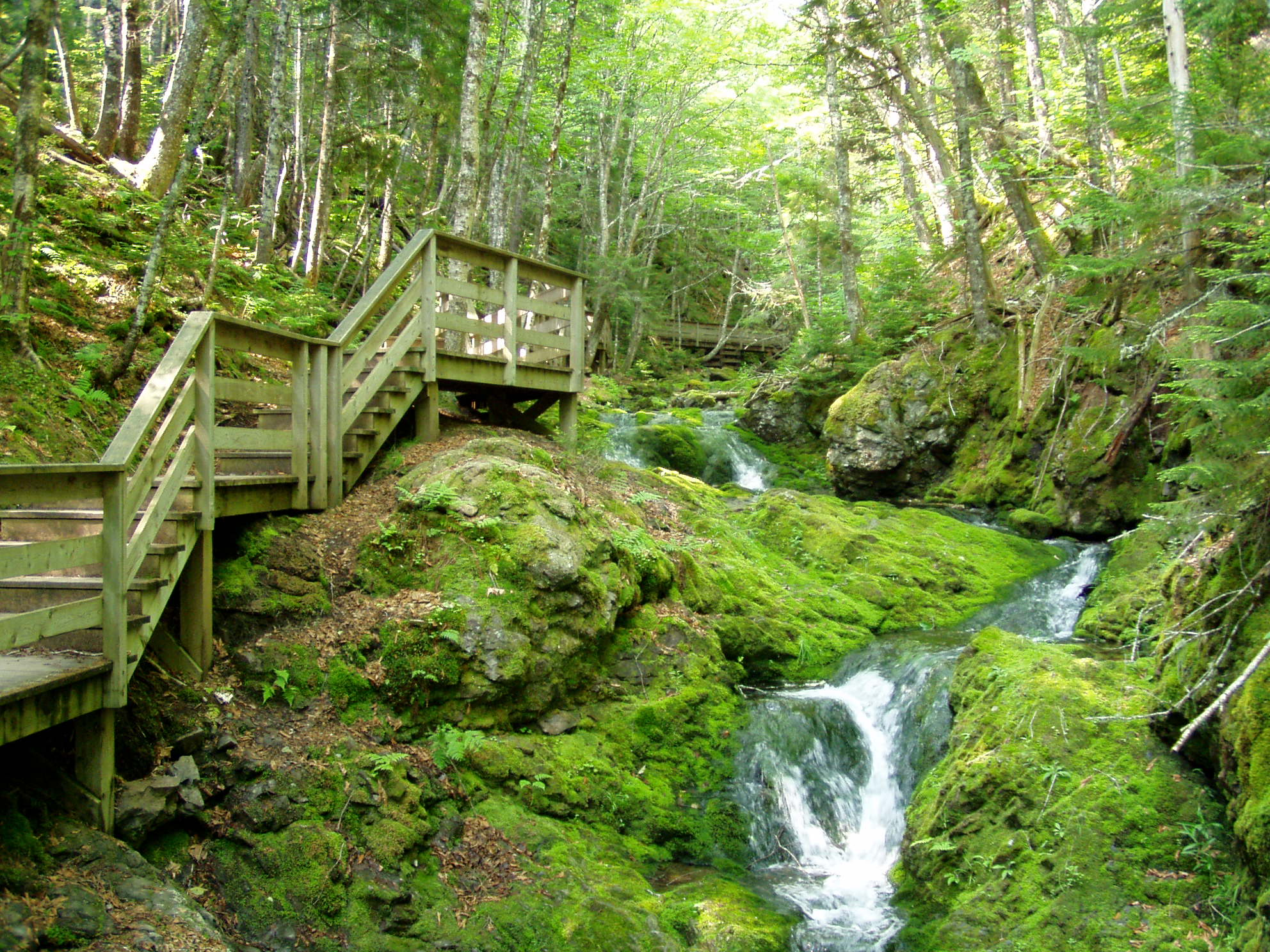
Trilha próximo à queda d´água no Parque Nacional Fundy.

O Parque Nacional Fundy está localizado na baía de Fundy, próximo a pequena cidade de Alma, na província de New Brunswick, Canadá. Foi estabelecido em 1948 e tem uma área total de 207 km².